# Synopeas abaris
Synopeas abaris är en stekelart som först beskrevs av Walker 1836.  Synopeas abaris ingår i släktet Synopeas och familjen gallmyggesteklar. Inga underarter finns listade i Catalogue of Life.